# Dom na pustkowiu (film)
Dom na pustkowiu – polski czarno-biały film psychologiczny z 1949 roku, pierwszy film w reżyserii Jana Rybkowskiego. Pierwowzorem scenariusza do filmu było opowiadanie autorstwa Jarosława Iwaszkiewicza pod tym samym tytułem.

## Praca nad filmem
Rybkowski podjął pracę nad filmem w roku 1947; w trakcie realizacji wprowadzano rozmaite zmiany scenariuszowe i niektóre epizody kręcono ponownie. „Dom na pustkowiu” miał premierę na festiwalu w Wenecji w roku 1949, jednak w związku z zastrzeżeniami ze strony władz kinematografii i Ministerstwa Kultury nie skierowano go do rozpowszechniania. Poddany został dalszym przeróbkom; ich celem było nasycenie stosunkowo apolitycznej fabuły elementami będącymi apologią władzy ludowej. Pomimo tego podczas kolaudacji w Wiśle kolejna wersja również została mocno skrytykowana. Włodzimierz Sokorski pisał, że w utworze nie przezwyciężono „tendencji nacjonalistyczno-prawicowych”, że jest „czasowo opóźniony” i ma „fałszywy wydźwięk ideologiczno-artystyczny”, promując „fałszywą koncepcję solidaryzmu narodowego i mieszczańskiego pseudohumanizmu”. W rezultacie film poddano dalszym, tym razem już gruntownym zmianom; wyeliminowano sceny dotyczące Powstania Warszawskiego, dodano epizody które przedstawiają konspiratorów z AK w świetle karykaturalnym i epizody narastania świadomości klasowej, a film zakończono sceną entuzjastycznego odczytania manifestu, w którym konspiratorzy witają wkraczającą na tereny kraju armię polską w braterskim sojuszu z Armią Radziecką. Ta wersja ostatecznie skierowana została do kin, choć ona również nie spotkała się z pełną aprobatą. Krzysztof Teodor Toeplitz oceniał, że kolegialne przeróbki co prawda transplantują na grunt polski „zasady współpracy, szeroko stosowanej w Związku Radzieckim”, niemniej zauważył, że film ma tylko „pozory rewolucyjności”.

## Fabuła
Trwa wojna. Pod Warszawą mieszkają młoda dziewczyna Basia i jej ciotka Kazia. Pewnego razu w ich domu pojawia się Hubert, inżynier i konspirator, związany z lewicowym ruchem oporu. Kobiety przyjmują go z niechęcią i obawą. Pomiędzy nim a Basią budzi się miłość. Dziewczyna i jej ciotka dołączają do pracy konspiracyjnej. Po wybuchu w stolicy powstania Hubert opuszcza podwarszawski dom i wraz z małą fabryczką amunicji przenosi się na Starówkę.

## Obsada
- Aleksandra Śląska – Basia
- Maria Gella – ciocia Kazia
- Jerzy Śliwiński – Hubert
- Krystyna Ciechomska – Hanka, koleżanka Basi
- Halina Drohocka – nauczycielka
- Edward Dziewoński – Jurek, narzeczony Hanki
- Klemens Mielczarek – Wicek
- Zbigniew Skowroński – towarzysz Jan
- Maria Dąbrowska
- Lucjan Dytrych
- Danuta Korolewicz
- Zofia Łapicka
- Michał Melina
- Adam Mikołajewski
- Konstanty Pągowski
- Stefan Śródka – węglarz
- Ludwik Tatarski